# Marjamajn (Hims)
Marjamajn (arab. مريمين) – miejscowość w Syrii, w muhafazie Hims. W 2004 roku liczyła 4174 mieszkańców.